# Patrick Doyle
Patrick Doyle (n. Uddingston, South Lanarkshire, Escocia; 6 de abril de 1953) es un compositor escocés dedicado a la creación de música para cine, teatro, radio y televisión. También ha trabajado como actor en diversos proyectos teatrales y cinematográficos.
Se graduó en 1974 en la Royal Scottish Academy of Music and Drama; para ese momento ya participaba como actor en puestas teatrales. Cuatro años después comenzó a componer música para diferentes producciones escénicas y televisivas. En 1987 se unió a la Renaissance Theatre Company trabajando como actor y director musical en la compañía. Su amigo de aquellas épocas en las tablas, el actor Kenneth Branagh, le encargó componer la música para su debut como director de cine, Enrique V. A partir de allí y del reconocimiento obtenido por ese trabajo, Doyle se dedicó de lleno a componer música incidental para producciones audiovisuales y radiales.
En 1997 su ritmo de trabajo se vio alterado cuando se le diagnosticó leucemia; Doyle se sometió a un tratamiento de quimioterapia y logró salvarse pese a algunos pronósticos poco esperanzadores. Su experiencia como paciente con leucemia lo llevó a apoyar diversas iniciativas para concientizar a la sociedad sobre la enfermedad, una de ella fue la gala benéfica de 2008 en la que se realizó un concierto con una selección de sus obras musicales. Luego de recobrar su salud continuó trabajando en nuevos proyectos, cada vez con mayor perfil y éxito comercial como Grandes esperanzas, El diario de Bridget Jones o Harry Potter y el cáliz de fuego, la película de mayor recaudación en la cual ha trabajado. A lo largo de su carrera, Doyle ha colaborado frecuentemente con realizadores como el mencionado Kenneth Branagh, Mike Newell, Alfonso Cuarón y Régis Wargnier. Fuera de la composición para cine escribió piezas para concierto y coro como The Thistle and the Rose que le fue encargada por la casa real de Inglaterra.
El estilo compositivo del escocés se caracteriza por una fuerte presencia de elementos del Clasicismo y Romanticismo británicos. Al igual que otros compositores de música cinematográfica como John Williams o Jerry Goldsmith, Doyle compone a base de leitmotifs y temas musicales definidos que estructuran la identidad de sus partituras. La crítica ha señalado también que su obra muestra una expresividad y un tono apasionado y melodramático cercano al de la era clásica de la música para cine de Hollywood.
Sus composiciones para las películas Sense and Sensibility y Hamlet le valieron dos nominaciones respectivas a los premios Óscar; además, ganó el World Soundtrack Award por Gosford Park y El diario de Bridget Jones y ha conseguido nominaciones a diferentes premios por otros trabajos.

## Biografía

### Infancia y juventud
Nació cerca de Glasgow, Escocia en una familia de trece hijos. En declaraciones públicas, el compositor comentó que la presencia de la música en su casa fue una constante desde temprano ya que sus padres eran músicos. A los 12 años, Patrick comenzó a tomar clases de piano junto con su hermana menor.
Años después comenzó a estudiar música, canto y actuación en la Royal Scottish Academy of Music and Drama. Durante la época de su educación superior conoció a diferentes artistas de la escena británica con quienes desarrollaría diversos proyectos en los años subsiguientes; entre ellos destacan los actores como Alan Rickman. En 1974 se graduó y por aquellos años comenzó a actuar en algunos papeles como el que le ofreció el dramaturgo John Byrne en su puesta de The Slab Boys. Dio clases de piano hasta que en 1978 se le encargó componer la música para la que sería su primera producción teatral como compositor: el musical Gasvegas, que se presentó en el Festival de Edimburgo.

### Primeros trabajos

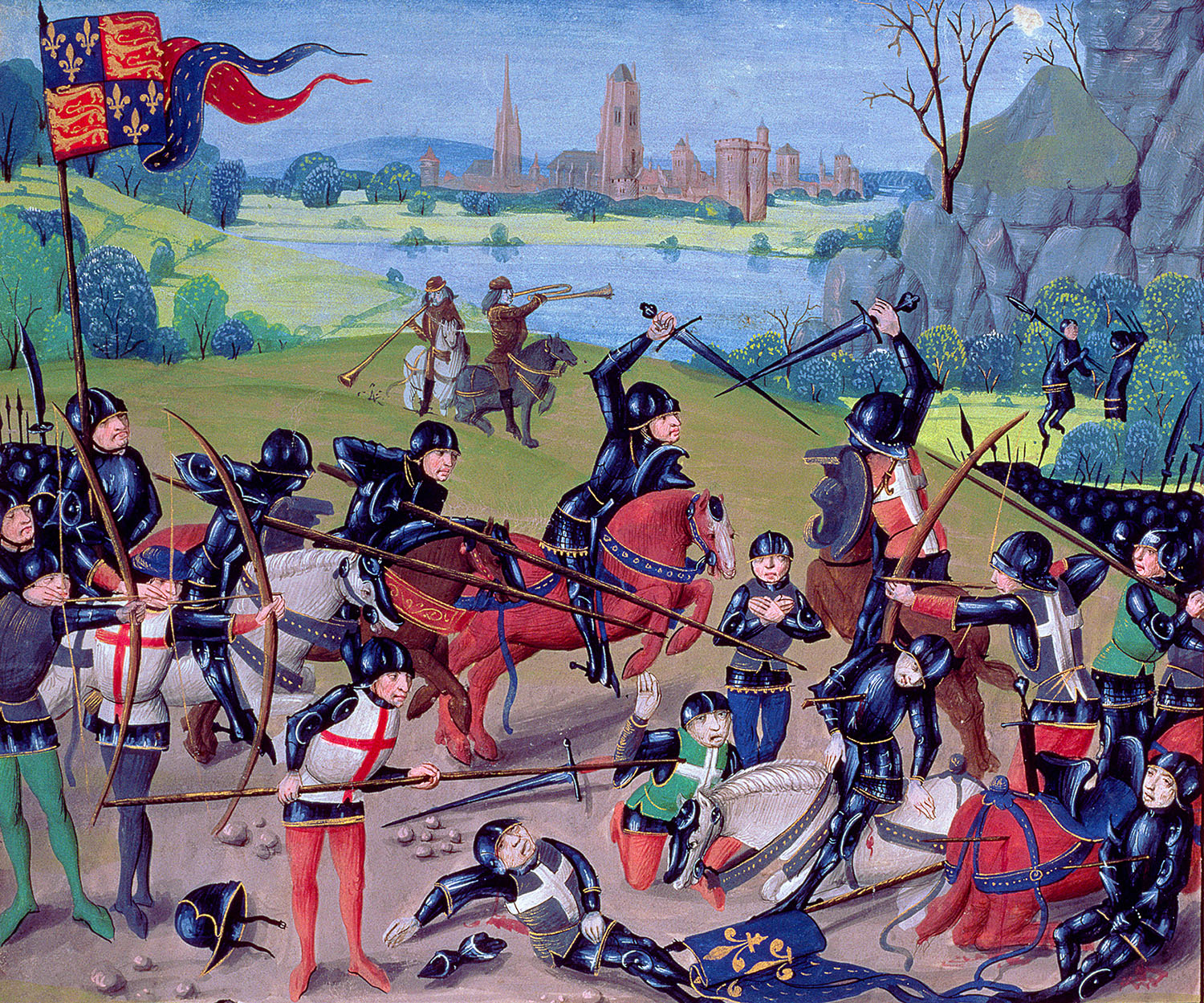
La batalla de Agincourt es una de las secuencias más importantes de Enrique V. En la película de Branagh, tras la batalla, surge la canción «Non Nobis Domine» a modo de canto laudatorio.

El fin de los años 70 y el principio de los 80 encontró a Doyle repartiendo su tiempo entre la actuación y la composición musical; el propio artista declaró que por aquellas épocas no sabía a cuál de las dos cosas dedicarse de lleno. En este período musicalizó programas televisivos de su Escocia natal como Charlie Endell, The Butterfly's Hoof y 60 Minutes para la señal BBC. Como actor trabajó en producciones televisivas como Maggie, No 73, la exitosa comedia Tutti Frutti y en el largometraje ganador del Oscar Carros de fuego.
Tras mudarse a Inglaterra, Patrick Doyle siguió alternando la música con las artes dramáticas. Cuando estaba trabajando en una puesta de El hombre iguala al hombre de Bertolt Brecht entró en contacto por medio de un amigo con el actor y director Kenneth Branagh, quien por aquellas épocas estaba conformando la Renaissance Theatre Company, un grupo dedicado a la interpretación de obras escritas por William Shakespeare y otros autores renacentistas. Doyle se unió a la compañía teatral y trabajó como actor, director musical y compositor en diversas puestas de Hamlet, Como gustéis, Sueño de una noche de verano y Mucho ruido y pocas nueces que llevaron a cabo actores-directores como Derek Jacobi, Geraldine McEwan y Judi Dench. De esta época datan los inicios de su colaboración con Branagh en las tablas y su amistad con artistas como Emma Thompson. La primera partitura que Doyle escribió para la compañía fue para Noche de reyes, que se presentó en la gala Royal Command Performance; la experiencia fue algo accidentada y Doyle tuvo que interpretar la música de memoria en el piano aquella noche.
A partir de aquí, Doyle decidió abocarse de lleno a la música y en los años subsiguientes intervendría sólo ocasionalmente como actor. Llegó el momento de las composiciones para telefilmes como
Twelfth Night, or What You Will de Paul Kafno y el drama de Judi Dench Look Back in Anger que adaptaba una obra teatral de John Osborne.

### EnriqueV y los inicios en el cine

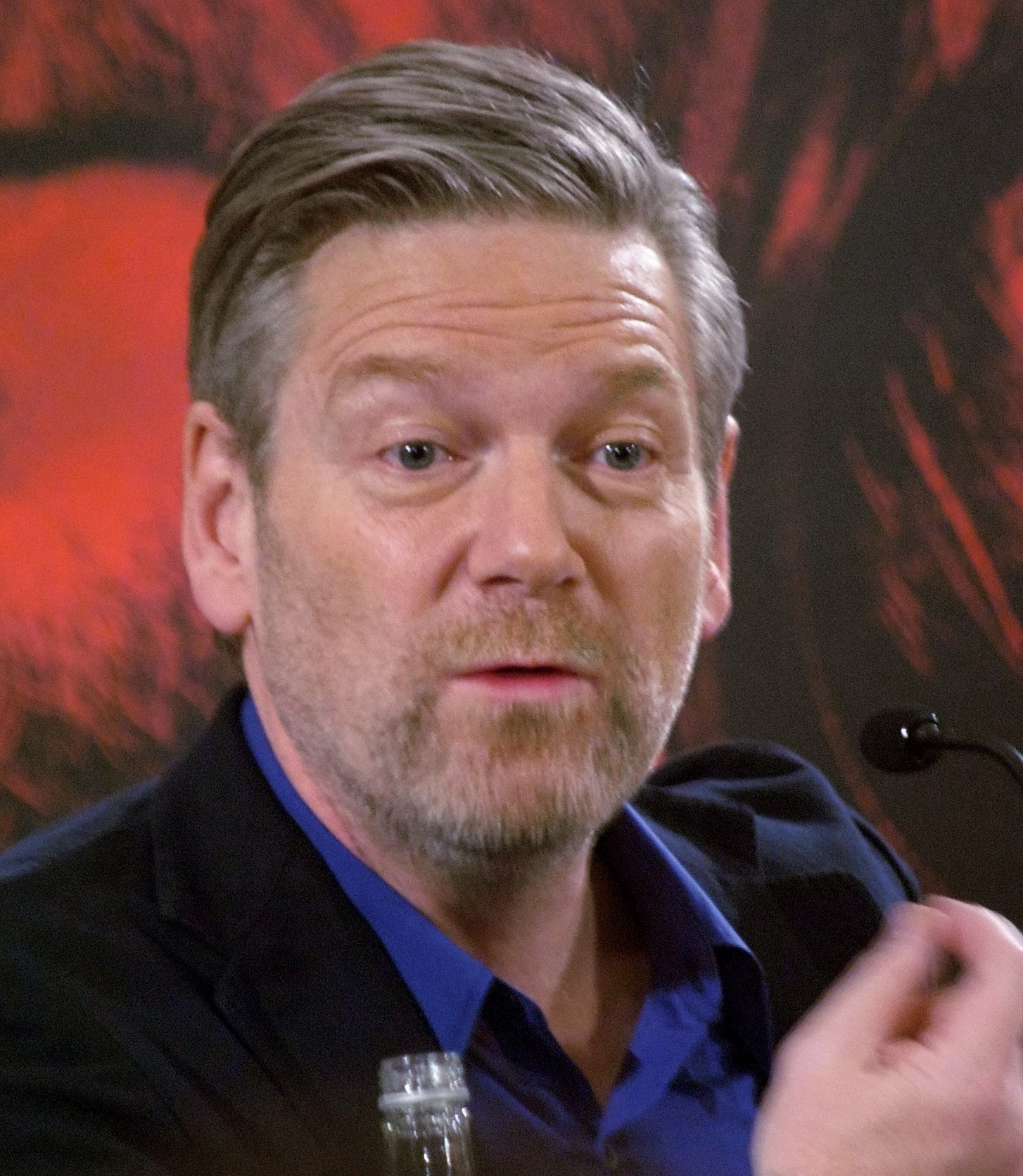
Kenneth Branagh es uno de los directores que suele trabajar con Doyle.

1989 marca un año decisivo para el artista: Doyle escribió su primera partitura para cine, lo que marcó el inicio de una larga seguidilla de producciones en la industria cinematográfica que ocuparía el grueso de su carrera.
En su tesis doctoral, The Music of Harry Potter: continuity and change in the fist five films Jamie Lynn Webster analiza las trayectorias de los compositores que intervinieron en la serie de películas (entre los cuales figura Doyle), y traza un panorama de la música cinematográfica de la época. En el escenario en que Doyle comenzó a musicalizar largometrajes se estaban recuperando las formaciones orquestales y los sinfonismos acallados por décadas en que la banda sonora estuvo dominada por el jazz y ritmos populares. Esta recuperación se debió en gran parte a John Williams y sus populares trabajos para la saga La guerra de las galaxias en los 70. Estas observaciones ayudan a comprender la popularidad que alcanzó una partitura a gran escala sinfónica como la de Enrique V. Sumado a esto, el estilo de Doyle por estos años –«muy contundente y nada ambiguo», según algún crítico– acentuó su popularidad en momentos en que la música se debatía entre la extravagancia orquestal y el reciente rol preponderante de los sintetizadores. Con dirección orquestal de Simon Rattle, Enrique V fue el primer trabajo de Doyle que vio la luz en edición discográfica; la canción que recoge una de las ideas principales («Non Nobis Domine») ganó el premio Ivor Novello al mejor tema musical del año y frecuentemente integra compilaciones discográficas y repertorios de espectáculos corales desde aquel entonces.

### Década de 1990
La década de 1990 comenzó con una serie importante de cambios para el compositor. Además de dedicarse de lleno a la composición musical para cine continuó con la creación de partituras para otros ámbitos.
Por un lado, la popularidad de su debut cinematográfico lo puso en contacto con directores como Brian De Palma y Régis Wargnier, quienes lo contrataron para sus respectivas películas atraídos por su trabajo en el filme de Branagh. Mientras que con De Palma sólo se suscitó una colaboración –el thriller de gangsters Carlito’s Way protagonizado por Al Pacino–, con Wargnier se estableció una relación creativa –además de personal– que la crítica musical frecuentemente ha reconocido como una de las más fructuosas y prolongadas en la trayectoria del músico escocés. A su vez, en 1990, incursionó en el cine de aventuras con una partitura para Náufragos, una película europea poco conocida sobre piratas que luego distribuyó la compañía Disney. A partir de aquí Doyle distribuyó su tiempo dedicado a la música de cine entre trabajos para directores británicos, franceses y ocasionalmente alguna producción de Hollywood.
También en 1990, el príncipe Carlos de Gales le encargó la composición de una ciclo para coro y soprano, «The Thistle and the Rose», para las celebraciones del cumpleaños de su abuela la Reina Madre; nuevamente fue la popularidad de la música de Enrique V lo que motivó la convocatoria. Al año siguiente, el compositor retomó aquel trabajo para cine y lo reescribió en forma de una suite para concierto que se estrenó en un evento de beneficencia llamado Symphony for the Spire para restaurar la Catedral de Salisbury. Esta música se grabó y editó en un álbum titulado A Royal Gala Concert. También por estos años compuso música para narraciones radiofónicas de la BBC sobre textos de Shakespeare como Romeo y Julieta y El rey Lear.

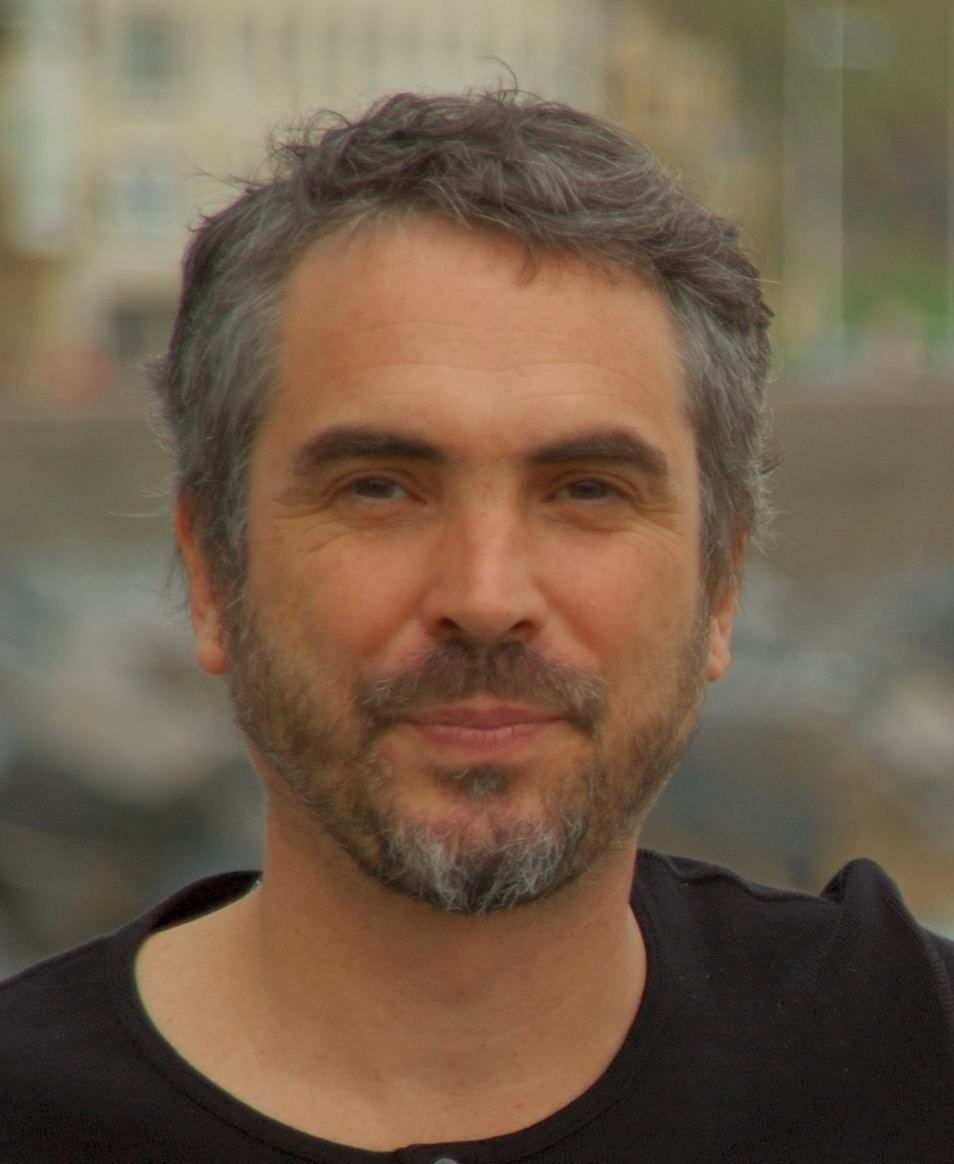
El director Alfonso Cuarón ha trabajado varias veces con Patrick Doyle.

1991 marcó una serie de años de mucha actividad y premios internacionales como el César, el Globo de Oro, el BAFTA y el Oscar. Su composición para Sense and Sensibility de Ang Lee (adaptación de la novela homónima de Jane Austen) le valió el primer reconocimiento de la Academia de Artes Cinematográficas y le dio la oportunidad de trabajar con la cantante lírica Jane Eaglen. La colaboración con Branagh le reportó varias de estas nominaciones en aquellos años con películas como Dead Again y otras trasposiciones de Shakespeare como Hamlet, película de casi cuatro horas de duración y con elenco multiestelar cuyo tema principal tuvo inicialmente unas cinco versiones distintas; otras colaboraciones de este período incluyen Frankenstein de Mary Shelley y la versión musical de Trabajos de amor perdidos. Con Régis Wargnier había iniciado una relación artística en 1992 con el largometraje Indochina (ganadora del Oscar a Mejor película extranjera) y continuaron trabajando juntos con Une femme française e Est-Ouest, donde Doyle combinó la orquesta canciones tradicionales rusas y la espontánea aparición de un piano a cargo del pianista Emanuel Ax que seguía con la línea estilística y compositiva de Serguéi Rajmáninov.
Las colaboraciones con músicos y cantantes muy diversos dominaron esta década para el compositor. Luego de trabajar en La princesita con el cineasta mexicano Alfonso Cuarón (donde su hija prestó voz a una de las canciones y experimentó con sonoridades indias, ambos se embarcaron en la trasposición cinematográfica de la novela Grandes esperanzas que llegó al cine en 1998. Este trabajo también marcó un punto de inflexión ya que Doyle debió componer música que congeniara estilísticamente con las canciones que formaban parte de la banda sonora de la película. El listado de los otros artistas que participaron del proyecto incluye nombres tan eclécticos como los cantantes Chris Cornwell, Tori Amos, Myriam Stockley, la soprano Kiri Te Kanawa y Cyrus Chestnut, así como también a los músicos James Carter (saxofón), el silbador Carey Wilson, el guitarrista John Williams, y la banda The Verbe Pipe. La música de Doyle debió combinar sonoridades electrónicas con la orquestra tradicional, como en la pista «Kissing in the Rain» que combina clavicordio, sintetizador, trompeta y vocalizaciones. Este corte fue utilizado a modo de samples por el músico de hip-hop Kanye West.

### Leucemia
En agosto de 1997 completó la pieza «The Face in the Lake», que la compañía Sony Classical le encargó para ilustrar un cuento infantil narrado por la actriz Kate Winslet; luego de esto y de Donnie Brasco los recurrentes síntomas de una enfermedad lo llevaron a consultar especialistas mientras completaba Grandes esperanzas. El diagnóstico que recibió fue leucemia mieloide aguda, una variedad de cáncer muy agresiva que no le permitía recibir un trasplante de médula ósea. Las posibilidades de supervivencia para personas de la edad de Doyle en ese momento (44 años) eran bajas y tuvo que someterse a un tratamiento de quimioterapia.
A pesar del tratamiento, la enfermedad no detuvo por completo su producción. Quest for Camelot –un largometraje animado que ya le había sido asignado antes del diagnóstico– fue una composición que completó desde el hospital. Tras acordar un ritmo de trabajo menos exigente y constantemente vigilado con el hospital y el director del filme, Frederik Du Chau, Doyle escribió la música en ocho semanas. Aun cuando al año siguiente compuso Est-Ouest, la recuperación completa de su salud le demandó unos cinco años. Algunos comentaristas han mencionado el impacto de sus problemas de salud en su carrera, ya que debió disminuir el ritmo de trabajo a un solo proyecto por año y rechazar algunas propuestas de trabajo en proyectos de alto perfil por las demandas que suponían para su condición.

### Cambio de milenio
La crítica especializada coincide en señalar que a partir del 2000 se produjo una serie de cambios fuertes y una acentuada irregularidad en su obra. Para empezar, Doyle se hizo cargo de algunos proyectos chicos con buena inserción comercial como El diario de Bridget Jones, Calendar Girls y Gosford Park, comedias y dramas que no obstante exigían una música más contenida y con menos espacio para desarrollar aquellos manierismos y elementos musicales que habían ganado elogios en la década pasada. Por otra parte, proyectos de escasa trascendencia en la taquilla como Blow Dry, Killing Me Softly, El misterio Galíndez no recibieron de ediciones discográficas de la música original, lo que acentuó la sensación de estancamiento en su producción. Tanto el thriller erótico Killing Me Softly como la cinta Man to Man recibieron años después ediciones discográficas en tiradas limitadas por parte de sellos especializados.
Otros eligen hablar de estos primeros años del nuevo milenio advirtiendo signos de autocomplacencia en su música, que parecería más dedicada a comedias livianas que solo le darían cabida para ejercitar versiones diluidas de la música que escribió para Mucho ruido y pocas nueces.
No fue hasta el 2004 que la situación comenzó a dar signos de cambio. A Doyle le fue asignada la composición musical de Tierra de pasiones, un filme canadiense de corte histórico. Aunque su impacto comercial fue mínimo, la cinta le permitió crear música de alto impacto sinfónico y recuperar algunas de sus técnicas compositivas más representativas. Además, la posibilidad de una edición discográfica hizo recuperar algo de atención en el panorama musical de la época. Pero sin dudas fue el 2005 el año en decisivo en lo que muchos identificaron como su «regreso»: se estrenó Harry Potter y el cáliz de fuego, adaptación de la novela fantástica de J. K. Rowling.
Tratándose de una de las películas más exitosas del año, esta producción volvió a poner a Doyle en boca de la crítica, que alabó su trabajo como uno de los mejores del 2005. El compositor se ha referido a este proyecto como uno de los más complejos y demandantes de su carrera, dado que tuvo que componer música diegética para la etapa de rodaje: así surgieron los valses, himnos y marchas que se oyen en la película y que acentúan el tono británico de la música. A su vez, Doyle tuvo que recuperar el leitmotiv que John Williams había compuesto para la serie de películas y colaborar con el músico Jarvis Cocker en algunas de las canciones indie rock que formaron parte de la banda sonora. Completaron el año sus trabajos para la comedia Wah-Wah, la película de terror Jekyll +Hyde y la colorida creación para Nanny McPhee, una cinta familiar.
Recientemente ha compuesto las canciones del coro y orquesta de la JMJ Madrid 2011, con motivo de la visita del Papa a España, en el encuentro mundial de jóvenes celebrado en agosto. Destacan temas como Gloria o Sanctus.

## Obra

### Estilo e influencias
- Música vocal

La presencia de piezas vocales en sus proyectos es una constante, y también uno de los aspectos que le han valido mayores reconocimientos al compositor. La formación de Doyle compositor en canto fue muy rigurosa y la aprovechó tanto como compositor e intérprete durante sus épocas en los escenarios. Jamie Lynn Webster señala una clara predilección por los segmentos corales, arias, cantatas o canciones es una constante de su carrera.
Enrique V dio a conocer las habilidades de Doyle para la escritura vocal: «Non Nobis Domine», es una de las piezas más referidas de este trabajo y se ha convertido en uno de sus clásicos, al punto de que suele formar parte de los repertorios de interpretación en vivo del compositor y ha sido objeto de regrabaciones para diferentes compilaciones en placas discográficas; Se trata de una canción para coro que contiene el tema principal de la película, compuesto en torno a la frase «Non nobis Domine, sed nomini tuo da gloriam» y que representa la gesta triunfal del príncipe Enrique. La grabación original comienza con la voz soprano del propio Doyle para luego ser acompañada por el resto de la formación coral y la orquesta. Doyle también ha intervenido como intérprete en sus canciones en otras oportunidades, tal es el caso de «Sigh No More, Ladies» (Mucho ruido y pocas nueces), cuya letra es retomada por el coro y la orquesta en el corte «Strike Up Pipers» que cierra el álbum y la película.
En ocasiones, el compositor ha recurrido a una práctica habitual en la escritura de música cinematográfica que consiste en utilizar intervenciones corales que acompañan el desarrollo temario desde un lugar secundario. Estas intervenciones que más bien complementan la actividad orquestal puede aprecierse en los cánticos de colorido africano de Rise of the Planet of the Apes, las voces asiáticas y cuasi místicas de Indochina, las exclamaciones masculinas que representan a Bulgaria en Harry Potter, Needful things, una de sus pocas composiciones para cine de terror, sitúa los pasajes corales en el trsfondo pero ocasionalmente los mismos adquieren protagonismo. Para su composición, Doyle se basó en el Dies Irae, un texto en latín que ha formado parte de las misas de réquiem de otros compositores como Wolfgang Amadeus Mozart y Giuseppe Verdi. la técnica del "coro satánicos" en latín tiene como antecedente el trabajo de Jerry Goldsmith para La profecía, con el cual muchos establecieron comparaciones; no obstante, Dyle le agrega un toque de humor negro y un tinte irónico a sus cánticos gregorianos así como al uso del Ave María de Franz Schubert.
Además de las piezas para coro, Doyle ha compuesto arias para reconocidos intérpretes de la escena lírica internacional como Jane Eaglen (en Sense and Sensibility, donde entona los versos de un poema renacentista anónimo y una letra de Ben Johnson), Kiri Te Kanawa (Grandes esperanzas), Anatoly Fokanov (Est-Ouest), y Plácido Domingo (Hamlet). Por lo general estas composiciones retoman el tema principal desarrollado en el trabajo y las letras suelen provenir de fuentes literarias como William Shakespeare, William Blake, o la tradición oral, dado que muchas de las películas que Doyle ha musicalizado son adaptaciones de obras literarias. Algunas arias como la de Une femme française se acercan al trabajo de otros compositores como Ennio Morricone quien suele clausurar sus trabajos con una pieza a cargo de una soprano.
En otros casos, Doyle ha compuesto canciones de corte más contemporáneo, exótico o menos ligadas a la ópera, a las cuales su hija Abigail suele poner voz. Tales son los casos de «Kindle My Heat» de La princesita, «Underwater Secrets» para Harry Potter (donde Abigail imita el canto de una sirena, con letra extraída del texto de J. K. Rowling), así como otras para Gosford Park, Jig, y As You Like It. A su vez, se han suscitado colaboraciones ocasionales con cantantes como Celine Dion (Tierra de pasiones)y Tori Amos (Grandes esperanzas).

### Listado de obras
- Música para cine

| Película                         | Director                       | Año de estreno | Edición discográfica                                                     |
| -------------------------------- | ------------------------------ | -------------- | ------------------------------------------------------------------------ |
| Henry V                          | Kenneth Branagh                | 1989           | Henry V, EMI Records, 1989                                               |
| Náufragos                        | Nils Gaup                      | 1990           | Shipwrecked, Walt Disney Records, 1991                                   |
| Dead Again                       | Kenneth Branagh                | 1991           | Dead Again, Varese Sarabande, 1991                                       |
| Indochina                        | Régis Wargnier                 | 1992           | Indochine, Varèse Sarabande/Warner France, 1992                          |
| Escapada al sur                  | Mike Newell                    | 1992           | Into the West, Capitol, 1993                                             |
| Mucho ruido y pocas nueces       | Kenneth Branagh                | 1993           | Much Ado about Nothing, Epic Soundtrack/Sony Music, 1993                 |
| Needful Things                   | Fraser C. Heston               | 1993           | Needful Things, Varese Sarabande/Colosseum , 1993                        |
| Carlito's Way                    | Brian De Palma                 | 1993           | Carlito's Way, Varese Sarabande/Colosseum , 1993                         |
| Frankenstein, de Mary Shelley    | Kenneth Branagh                | 1994           | Mary Shelley's Frankenstein, Epic Soundtrax/Sony Music, 1994             |
| Dos sabuesos en la isla del edén | Garry Marshall                 | 1994           | Exit to Eden, Varese Sarabande/Colosseum , 1994                          |
| Une femme française              | Régis Wargnier                 | 1995           | Une femme française, WEA Records, 1995                                   |
| La princesita                    | Alfonso Cuarón                 | 1995           | A Little Princess, Varese Sarabande/Colosseum , 1995                     |
| Sense and Sensibility            | Ang Lee                        | 1995           | Sense and Sensibility, Sony Classical, 1995                              |
| Mrs. Winterbourne                | Richard Benjamin               | 1996           | Mrs. Winterbourne, Varese Sarabande/Colosseum , 1996                     |
| Hamlet, de Kenneth Branagh       | Kenneth Branagh                | 1996           | Hamlet, Sony Classical, 1996                                             |
| Donnie Brasco                    | Mike Newell                    | 1997           | Donnie Brasco Varese Sarabande, 1997                                     |
| Grandes esperanzas               | Alfonso Cuarón                 | 1998           | Great Expectations, Atlantic Records, 1998                               |
| Quest for Camelot                | Frederik Du Chau               | 1998           | Quest for Camelot, Atlantic Records, 1998 Warner, 2001                   |
| Est - Ouest                      | Régis Wargnier                 | 1999           | Est - Ouest, Sony Classical, 1999 East-West, Sony Classical, 2000        |
| Love's Labour's Lost             | Kenneth Branagh                | 2000           | Love's Labour's Lost, Sony Classical, 2000                               |
| Blow Dry                         | Paddy Breathnach               | 2001           | No hay edición discográfica                                              |
| El diario de Bridget Jones       | Sharon Maguire                 | 2001           | Bridget Jones's Diary, Mercury/Universal, 2001                           |
| Gosford Park                     | Robert Altman                  | 2001           | Gosford Park, Decca/Universal, 2001                                      |
| Killing Me Softly                | Chen Kaige                     | 2002           | Killing Me Softly, Quartet Records, 2011                                 |
| El misterio Galíndez             | Gerardo Herrero                | 2003           | El misterio Galíndez, edición promocional                                |
| Calendar Girls                   | Nigel Cole                     | 2003           | Calendar Girls, Hollywood Records, 2003                                  |
| Secondhand Lions                 | Tim McCanlies                  | 2003           | Secondhand Lions, New Line Records, 2003                                 |
| Tierra de pasiones               | Jean Beaudin                   | 2004           | Nouvelle-France, Sony/Filmtrax, 2006                                     |
| Wah-Wah                          | Richard E. Grant               | 2005           | Wah-Wah, Varèse Sarabande, 2006                                          |
| Man to Man                       | Régis Wargnier                 | 2005           | Man to Man, Movie Score Media 2011                                       |
| Nanny McPhee                     | Kirk Jones                     | 2005           | Nanny McPhee, Varèse Sarabande, 2006                                     |
| Harry Potter y el cáliz de fuego | Mike Newell                    | 2005           | Harry Potter and the Goblet of Fire, Warner Records/Sunset Records, 2005 |
| Jekyll + Hyde                    | Nick Stillwell                 | 2006           | No hay edición discográfica                                              |
| Como gustéis                     | Kenneth Branagh                | 2006           | As You Like It, Varèse Sarabande, 2006                                   |
| Eragon                           | Stefen Fangmeier               | 2006           | Eragon , RCA Records, 2006                                               |
| Plaga Final                      | Régis Wargnier                 | 2007           | Pars vite et reviens tard, Colosseum, 2007                               |
| La última legión                 | Doug Lefler                    | 2007           | The Last Legion, Varèse Sarabande, 2007                                  |
| Sleuth                           | Kenneth Branagh                | 2007           | Sleuth, Varèse Sarabande, 2007                                           |
| La isla de Nim                   | Jennifer Flackett Y Mark Levin | 2008           | Nim's Island, Varèse Sarabande, 2008                                     |
| Igor                             | Anthony Leondis                | 2008           | Igor, Varèse Sarabande, 2008                                             |
| Thor                             | Kenneth Branagh                | 2011           | Thor, Buena Vista Records, 2011                                          |
| Rise of the Planet of the Apes   | Rupert Wyatt                   | 2011           | Rise of the Planet of the Apes, Varèse Sarabande, 2011                   |
| La ligne droite                  | Régis Wargnier                 | 2011           | La ligne droite, Varèse Sarabande, 2011                                  |
| Jig                              | Sue Bourne                     | 2011           | Jig, Varèse Sarabande, 2011                                              |
| Brave                            | Mark Andrews                   | 2012           |                                                                          |
| Jack Ryan: Operación Sombra      | Kenneth Branagh                | 2014           |                                                                          |
| Cenicienta                       | Kenneth Branagh                | 2015           |                                                                          |
| Un reino unido                   | Amma Asante                    | 2016           | A United Kingdom, Varèse Sarabande, 2017                                 |
| Sgt. Stubby: An American Hero    | Richard Lanni                  | 2018           |                                                                          |
| El último acto                   | Kenneth Branagh                | 2018           | All is True, Sony Classical, 2019                                        |
| Artemis Fowl                     | Kenneth Branagh                | 2020           |                                                                          |

- Música para televisión

| Año  | Telefilme                       | Director   | Edición discográfica        |
| ---- | ------------------------------- | ---------- | --------------------------- |
| 1988 | Twelfth Night, or What You Will | Paul Kafno | No hay edición discográfica |
| 1989 | Look Back in Anger              | Judi Dench | No hay edición discográfica |
| 2010 | Main Street                     | John Doyle | No hay edición discográfica |

- Música para videojuegos

| Año  | Videojuego | Director    | Edición discográfica        |
| ---- | ---------- | ----------- | --------------------------- |
| 2013 | Puppeteer  | Gavin Moore | No hay edición discográfica |

- Música para cortometrajes

| Año  | Cortometraje      | Director         | Edición discográfica        |
| ---- | ----------------- | ---------------- | --------------------------- |
| 2006 | Sir Billi the Vet | David Hugh Jones | No hay edición discográfica |
| 2011 | Sarajevo          | Patrick Harris   | No hay edición discográfica |

## Premios y distinciones
Premios Óscar
| Año  | Categoría                  | Película               | Resultado |
| ---- | -------------------------- | ---------------------- | --------- |
| 1996 | Mejor banda sonora         | Sentido y sensibilidad | Nominado  |
| 1997 | Mejor banda sonora - Drama | Hamlet                 | Nominado  |

| Año  | Premio                                 | Candidatura | Trabajo                          | Resultado |
| ---- | -------------------------------------- | --- | -------------------------------- | --------- |
| 1989 | Premio Ivor Novello                    | Mejor tema de película | Enrique V                        | Ganador   |
| 1991 | Premios Globo de oro                   | Mejor banda sonora original | Dead Again                       | Nominado  |
| 1992 | Premio César                           | Mejor música para película | Indochina                        | Nominado  |
| 1994 | Premio Saturn                          | Mejor Música | Frankenstein, de Mary Shelley    | Nominado  |
| 1995 | Los Angeles Film Critics Association   | Mejor música | La princesita                    | Ganador   |
| 1995 | Premios Globo de Oro                   | Mejor banda sonora original | Sense and sensibility            | Nominado  |
| 1995 | Premios BAFTA                          | Premio Anthony Asquith a la música de cine                                                                                         | Sense and sensibility            | Nominado  |
| 1997 | Premio Golden Satellite                | Mejor música original | Nominado                         |           |
| 1999 | Premio César                           | Mejor música | Est-Ouest                        | Nominado  |
| 2001 | Premio AFI                             | Compositor AFI del año | Gosford Park                     | Nominado  |
| 2001 | Premio World Soundtrack                | Mejor música no editada en álbum                                                                                                   | El diario de Bridget Jones       | Ganador   |
| 2002 | Premio World Soundtrack                | Compositor del año | Gosford Park                     | Ganador   |
| 2004 | Premio Genie                           | Mejor canción original (con Luc Plamodon)                                                                                          | Tierra de pasiones               | Nominado  |
| 2005 | ASCAP Film and Television Music Awards | | Harry Potter y el cáliz de fuego | Ganador   |
| 2005 | Premio Saturn                          | Mejor Música | Harry Potter y el cáliz de fuego | Nominado  |
| 2005 | Premio World Soundtrack Award          | Mejor canción original («Magic Works», con Jarvis Cocker, Jonny Greenwood, Phil Selway, Steve Mackey, Steve Claydon, Jason Buckle) | Harry Potter y el cáliz de fuego | Nominado  |
| 2011 | Premio World Soundtrack Award          | Mejor compositor | Thor, Jig, Laligne droite        | Nominado  |